# Niezwojowice
Niezwojowice [pronunciación en polaco: /ɲɛzvɔjɔˈvit͡sɛ/] es un pueblo ubicado en el distrito administrativo de Gmina Pałecznica, dentro del Condado de Proszowice, Voivodato de Pequeña Polonia, en Polonia del sur. Se encuentra aproximadamente a 2 kilómetros al norte de Pałecznica, a 13 kilómetros al norte de Proszowice, y a 40 kilómetros al noreste de la capital regional Cracovia.
El pueblo tiene una población de 152 habitantes.